# Канепина
Канепѝна (на италиански: Canepina) е малко градче и община в Централна Италия, провинция Витербо, регион Лацио. Разположено е на 501 m надморска височина. Населението на общината е 3212 души (към 2010 г.).